# Беляев, Иван Тимофеевич
Ива́н Тимофе́евич Беля́ев (исп. Juan Belaieff; 19 апреля (1 мая) 1875, Санкт-Петербург — 19 января 1957, Асунсьон) — русский генерал-майор, почётный гражданин Республики Парагвай. Участник Первой мировой, Гражданской войны в России и Чакской (парагвайско-боливийской) войн. Исследователь области расселения, языка и культуры индейцев Гран-Чако, борец за права и просветитель парагвайских индейцев.

## Биография

### Ранние годы
Из потомственных дворян Санкт-Петербургской губернии. Сын генерала от артиллерии Тимофея Михайловича Беляева (1843—1915) и его жены Марии Николаевны Эллиот (1844—1875), умершей через несколько дней после родов.
Родная сестра И. Т. Беляева Мария — вторая жена Александра Львовича Блока и, соответственно, мачеха поэта Александра Блока. Единокровный брат — учёный-металлург Николай Тимофеевич Беляев. Двоюродный брат И. Т. Беляева — генерал Михаил Алексеевич Беляев, военный министр в 1917 году, другой двоюродный брат — генерал Михаил Николаевич Беляев, участник русско-японской войны.

### Образование
Окончил Второй кадетский корпус в Санкт-Петербурге (1892) и Михайловское артиллерийское училище (1895), откуда выпущен был подпоручиком в Лейб-гвардии Стрелковый артиллерийский дивизион.

### Военная служба
Переведен в лейб-гвардии 2-ю артиллерийскую бригаду (1895). Поручик (ст. 12.08.1899). Старший офицер батареи (11.10.1901-25.09.1909). Штабс-капитан (ст. 12.08.1903). В 1906 году Беляев вернулся в Петербург, где неожиданно скончалась его молодая жена.
Капитан (ст. 12.08.1907).
25 сентября 1909 года назначен делопроизводителем канцелярии управления генерал-инспектора артиллерии подполковником. 28 июля 1911 года назначен командиром 2-й батареи 1-го Кавказского стрелкового артиллерийского дивизиона. В 1913 году составил Устав горной артиллерии, горных батарей и горно-артиллерийских групп, ставший серьёзным вкладом в развитие военного дела в России.

### Участие в Первой мировой войне
В 1914 году — полковник (ст. 03.02.1915) и командир батареи в 1-м Кавказском артиллерийском дивизионе. В 1915 году Беляев разрабатывал идею создания в глубоком тылу особых запасных батальонов от каждого действующего полка, где уцелевшие кадровые офицеры и солдаты могли бы воспитывать в молодежи «дух старой армии». В 1915 году — Георгиевский кавалер «за спасение батареи и личное руководство атакой». В начале 1916 тяжело ранен. Находился на лечении в лазарете Её Величества в Царском селе. В 1916 году — командир 13-го отдельного полевого тяжелого артиллерийского дивизиона (21.05.1916), участвовал в «Брусиловском прорыве». На 01.08.1916 в том же чине и должности, генерал-майор (пр. 5.10.1917) и командир артиллерийской бригады на Кавказском фронте.

### Участие в Гражданской войне и эмиграция
По воспоминаниям Беляева, в марте 1917 года на псковском вокзале в ответ на требование унтер-офицера с взводом солдат снять погоны Беляев ответил: «Дорогой мой! Я не только погоны и лампасы, я и штаны поснимаю, если вы повернёте со мною на врага. А на „внутреннего врага“, против своих не ходил и не пойду, так вы уж меня увольте!».
В Добровольческой армии с начала 1918 года. Командир батареи. В августе 1918 года — начальник артиллерии 1-й конной дивизии генерала Врангеля. В ноябре 1918 года на той же должности в 1-м конном корпусе Добровольческой армии. С 3-го марта 1919 года — инспектор артиллерии 1-го армейского корпуса. Летом 1919 года Добровольческая армия овладела Харьковом, и командующий приказал Беляеву наладить работу по выпуску оружия для фронта на остановившемся с начала войны Харьковском паровозостроительном заводе.
В ноябре 1919 года командующим Добровольческой армией назначается генерал Кутепов. При нём Беляев получает должность инспектора артиллерии армии и полную свободу действий в управлении всем её артиллерийским хозяйством. В том же месяце артиллерия Беляева прикрывала отход из Харькова корпусов генерала Май-Маевского. Эвакуирован 25 марта 1920 из Новороссийска.
После пребывания в Галлиполи выехал вместе с остатками Добровольческой армии в Болгарию, в 1923 году — в Буэнос-Айрес, в 1924 году — в Парагвай. Работал в Военной школе преподавателем фортификации и французского языка.

### Исследование области Чако-Бореаль

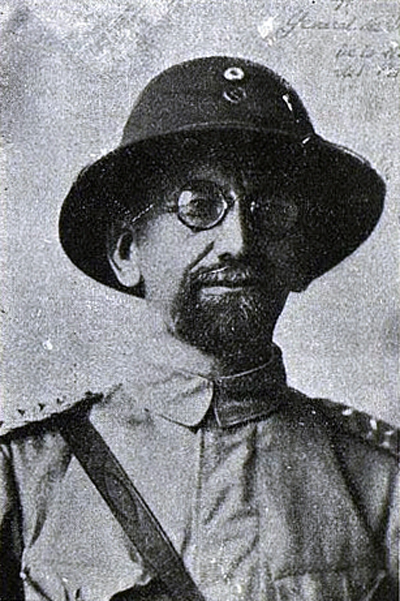
Иван Тимофеевич Беляев

Беляев интересовался индейской культурой с семилетнего возраста и в детские годы прочитал всю доступную ему литературу на этот счет. «Каждую ночь я горячо молился о моих любимых индейцах», позднее вспоминал он. Закономерным результатом этого интереса стала научно-исследовательская деятельность Беляева в Парагвае.
В октябре 1924 года по заданию Министерства обороны Парагвая Беляева направляют в район Чако-Бореаль (междуречье рек Парагвай и Пилькомайо) для исследования малоизученной местности и проведения топографической съёмки. Исследование территории Чако в 1925—1932 годах стало важным вкладом Беляева и его немногочисленных русских спутников в мировую географическую и этнографическую науку. Совершив 13 экспедиций, Беляев оставил обширное научное наследие, посвящённое географии, этнографии, климатологии и биологии этого края. Он изучил быт, культуру, языки и религии местных индейцев, составил первые словари местных языков: испанско-мака и испанско-чамакоко. Исследования Беляева помогли разобраться в сложной племенной и этнолингвистической структуре индейского населения Чако.

### Участие в Чакской войне
Беляев принимал непосредственное участие в войне Парагвая против Боливии (1932—1935), пребывая, по его собственным словам, на «важнейших участках фронта». В частности, «Записках русского изгнанника» Беляев рассказывает, как после взятия города Питиантута парагвайскими войсками он занимался организацией его обороны на случай контратаки боливийцев. Беляев занимал должность советника президента Парагвая, привлекался, как знаток региона, к разработке боевых операций и в 1932 году получил звание дивизионного генерала Honoris causa. В 1936 году временный президент Парагвая Рафаэль Франко присвоил Беляеву звание почётного гражданина республики. Во время Чакской войны под началом Беляева служил будущий президент Парагвая Альфредо Стресснер.

### Защита парагвайских индейцев
Иван Тимофеевич Беляев оставил яркий след в истории Западного полушария как русский первопроходец, географ, этнограф, антрополог, лингвист, впервые описавший культуру и быт индейцев Чако Бореаль (Чако на языке индейцев гуарани — «охотное поле», по-испански boreal — «северное». Это название используется для выделения парагвайской части Чако в обширной области Гран Чако, куда входят также части территорий Аргентины и Боливии).
Как лингвист он составил словари испанский-мака и испанский-чамакоко, а также доклад о языке племени мака, где Беляев выделяет санскритские корни обоих индейских языков и прослеживает их восхождение к общей индоевропейской основе. Ему принадлежит теория об азиатской прародине коренных жителей Американского континента, которая подкреплена записями фольклора индейцев мака и чамакоко, собранными исследователем во время путешествий в Чако.
Ряд трудов Беляев посвятил религии индейцев области Чако. В них он поставил вопрос о схожести верований индейцев с ветхозаветными сюжетами, о глубине их религиозного чувства и, в этой связи, об универсальном характере основ христианской морали. Беляев разработал новаторский подход к вопросу о приобщении индейцев к современной цивилизации. Он принципиально выступал против любого насилия или навязывания индейцам европейской культуры. Беляев своей практической деятельностью на посту директора колонии-школы «Бартоломе де Лас Касас» отстаивал принцип взаимообогащения культур Старого и Нового Света — задолго до того, как эта концепция получила широкое признание в Латинской Америке.
Беляеву удалось завоевать большой авторитет среди индейцев Чако, он получил индейское имя Алебук («Сильная рука») и был выбран касиком (главой) клана Тигров.
В 1937 году Беляев, к тому времени уже оставивший военную службу, стал во главе борьбы за права парагвайских индейцев. Но Национальный патронат по делам индейцев, которым руководил Беляев, не получил ни денег, ни земель для организации колоний, а сам директор вскоре был смещён со своего поста.
В апреле 1938 года в Национальном театре Асунсьона с аншлагом прошла премьера спектакля первого в истории Америки индейского театра об участии индейцев в Чакской войне. Через некоторое время труппа в 40 человек под руководством Беляева выехала на гастроли в Буэнос-Айрес, где их ждал громкий успех.
В октябре 1943 года Беляев наконец получил «добро» на создание первой индейской колонии, которой было присвоено имя Бартоломе де лас Касаса. В следующем году Беляева восстановили в должности директора Национального патроната по делам индейцев с признанием всех прошлых заслуг и присвоением звания Генерального администратора индейских колоний.

### Последние годы жизни
Во время Второй мировой войны генерал Беляев поддержал СССР в борьбе с нацизмом.
Скончался 19 января 1957 года в Асунсьоне. По завещанию генерала Беляева, его тело было передано совету старейшин гуарани для погребения на территории индейских поселений в специально устроенном по такому случаю саркофаге. Хоронили Ивана Беляева с воинскими почестями как генерала, почётного гражданина Парагвая и почётного администратора индейских колоний.

## Награды
- Орден Св. Станислава 3-й ст. (1903)
- Орден Св. Анны 3-й ст. (1906)
- Орден Св. Георгия 4-й ст. (ВП 30.12.1915)
- Орден Св. Владимира 4-й ст. с мечами и бантом (ВП 21.04.1915)

## Научные труды и публикации
- Беляев И. Т. Записки русского изгнанника. — Санкт-Петербург: [б. и.], 2009. — 399 с.
- Беляев И. Т. «В лазарете Её Величества» // Дворянское собрание № 8, 1998
- Беляев И. Т. По Хевсурии. (Отрывок из путешествия) // Исторический вестник, № 12. 1900
- Беляев И. Т. На земле хевсуров (о самобытном горном народе, живущем в бассейне р. Арагви)